# KVN-49

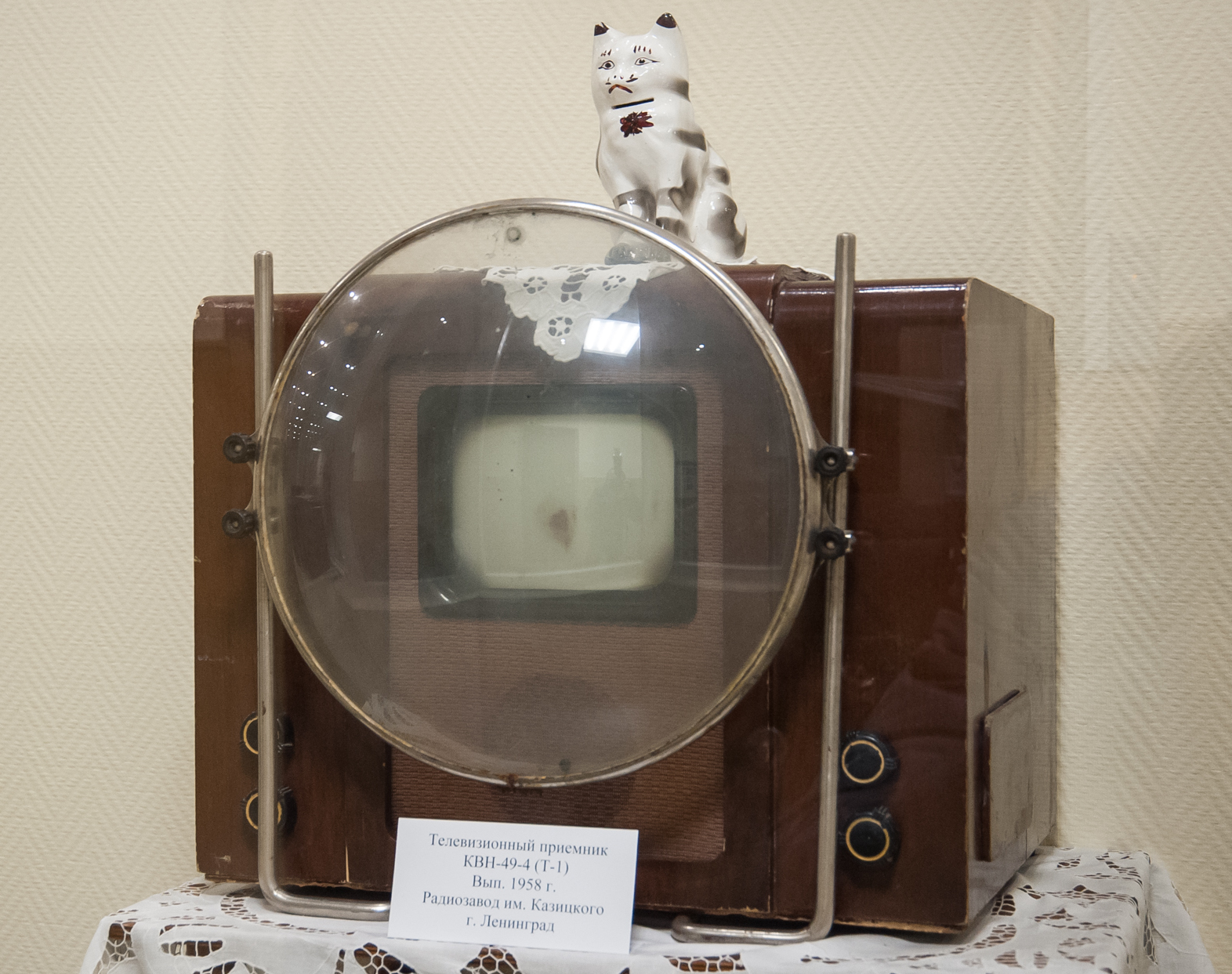
Televizor KVN-49 v moskevském muzeu

KVN-49 (cyrilice: КВН-49) byla značka televizorů vyráběných v Sovětském svazu. Přijímač byl vyvinut v leningradském výzkumném ústavu týmem vědců, který vedli Vladimir Konstantinovič Kenigson, Natan Mendělejevič Varšavskij a Georgij Matvějevič Nikolajevskij. Název vznikl z iniciál jejich příjmení spojených s rokem 1949, kdy byl televizor uveden na trh. Vyráběl se v závodě elektrotechniky v Alexandrově až do roku 1962, kdy ho nahradil pokročilejší model Rekord. KVN-49 byl prvním sériově produkovaným televizním přijímačem v SSSR a celkem ho bylo vyrobeno přibližně dva a půl milionu kusů.
Televizor KVN-49 byl černobílý a používal normu 625 řádků. Měl šestnáct elektronek. Rozměry zařízení byly 38×49×40 cm a hmotnost 29 kilogramů. Obrazovka měřila pouze 10,5 centimetru na výšku a 14 centimetrů na délku, pro potřebné zvětšení obrazu před ní byla umístěna čočka z průhledného plastu naplněná glycerolem nebo destilovanou vodou.
Podle televizoru byl pojmenován televizní pořad KVN.